# Jean de Rely
Jean de Rely (latinisiert: Johannes de Reli) (* 1430 in Arras; † 27. März 1499) war ein französischer römisch-katholischer Bischof und Bibelübersetzer.

## Leben und Werk
Jean de Rely (auch: Resly oder Rély) studierte an der Sorbonne Theologie, erreichte 1463 das Bakkalaureat, 1471 das Lizentiat und 1478 das Doktorat. Er war Domherr der Kathedrale Notre-Dame de Paris und von 1491 bis 1498 Bischof von Angers. Als Grand Aumônier du Roi und Beichtiger des Königs Karl VIII. begleitete er diesen auf seinem Italienkrieg und hielt ihm 1498 die Totenrede.
Jean de Rely ist vor allem bekannt als Bearbeiter der französisch verfassten Historienbibel (französisch: Bible historiale) von Guyart Des Moulins (1251–1297). Sein Text erschien ab 1487 und erlebte bis 1545 zahlreiche Auflagen. Dann war er endgültig überholt.